# Tournoi d'ouverture du championnat de Colombie de football 2003
Navigation
Tournoi précédent Tournoi suivant
Le tournoi d'ouverture de la saison 2003 du Championnat de Colombie de football est le premier tournoi de la cinquante-sixième édition du championnat de première division professionnelle en Colombie. 
Les dix-huit meilleures équipes du pays disputent le championnat semestriel qui se déroule en deux phases :
- lors de la phase régulière, les équipes s'affrontent une fois plus une rencontre face à une formation du même secteur géographique.
- les huit premiers du classement disputent la phase finale (deux poules de quatre équipes), dont les deux vainqueurs se rencontrent lors de la finale nationale pour le titre.

C'est le club d'Once Caldas qui remporte la compétition, après avoir battu en finale l'Atlético Junior. C'est le deuxième titre de champion de l'histoire du club après celui remporté en 1950.

## Qualifications continentales
Le vainqueur du tournoi Ouverture se qualifie pour la phase de groupes de la prochaine édition de la Copa Libertadores. 

## Les clubs participants
| - Independiente Santa Fe - CD Los Millonarios - Deportivo Tuluá - Deportes Tolima - Once Caldas - Independiente Medellin - Centauros Villavicencio - Promu de Copa Aguila - Deportivo Pasto - Deportes Quindio | - Atlético Nacional - Atlético Huila - América de Cali - Atlético Bucaramanga - Deportivo Pereira - Unión Magdalena - Deportivo Cali - Atlético Junior - Envigado FC |

## Compétition
Le barème utilisé pour établir l'ensemble des classements est le suivant :
- Victoire : 3 points
- Match nul : 1 point
- Défaite : 0 point

### Phase régulière
| Rang | Équipe                  | Pts | J  | G  | N | P  | Bp | Bc | Diff |
| ---- | ----------------------- | --- | -- | -- | - | -- | -- | -- | ---- |
| 1    | Once Caldas             | 35  | 18 | 10 | 5 | 3  | 26 | 15 | +11  |
| 2    | CD Los Millonarios      | 31  | 18 | 8  | 7 | 3  | 23 | 14 | +9   |
| 3    | América de Cali         | 31  | 18 | 8  | 7 | 3  | 31 | 23 | +8   |
| 4    | Centauros Villavicencio | 29  | 18 | 7  | 8 | 3  | 24 | 21 | +3   |
| 5    | Deportivo Cali          | 28  | 18 | 8  | 4 | 6  | 27 | 22 | +5   |
| 6    | Atlético Junior         | 28  | 18 | 8  | 4 | 6  | 19 | 17 | +2   |
| 7    | Unión Magdalena         | 26  | 18 | 7  | 5 | 6  | 22 | 22 | 0    |
| 8    | Deportivo Pereira       | 26  | 18 | 6  | 8 | 4  | 22 | 25 | -3   |
| 9    | Atlético Huila          | 26  | 18 | 6  | 8 | 4  | 22 | 22 | 0    |
| 10   | Independiente MedellínT | 25  | 18 | 7  | 4 | 7  | 29 | 23 | +6   |
| 11   | Atlético Bucaramanga    | 25  | 18 | 6  | 7 | 5  | 21 | 20 | +1   |
| 12   | Deportes Tolima         | 22  | 18 | 6  | 4 | 8  | 24 | 24 | 0    |
| 13   | Envigado FC             | 22  | 18 | 6  | 4 | 8  | 20 | 23 | -3   |
| 14   | Atlético Nacional       | 20  | 18 | 6  | 2 | 10 | 17 | 20 | -3   |
| 15   | Deportivo Pasto         | 19  | 18 | 4  | 7 | 7  | 15 | 18 | -3   |
| 16   | Independiente Santa Fe  | 18  | 18 | 5  | 3 | 10 | 15 | 23 | -8   |
| 17   | Deportivo Tuluá         | 15  | 18 | 2  | 9 | 7  | 15 | 24 | -9   |
| 18   | Deportes Quindío        | 13  | 18 | 3  | 4 | 11 | 13 | 28 | -15  |

|  | Qualification pour la phase finale |

### Phase finale

#### Demi-finales
| Rang | Équipe          | Pts | J | G | N | P | Bp | Bc | Diff |
| ---- | --------------- | --- | - | - | - | - | -- | -- | ---- |
| 1    | Once Caldas     | 14  | 6 | 4 | 2 | 0 | 14 | 3  | +11  |
| 2    | Deportivo Cali  | 11  | 6 | 3 | 2 | 1 | 10 | 5  | +5   |
| 3    | América de Cali | 6   | 6 | 2 | 0 | 4 | 6  | 12 | -6   |
| 4    | Unión Magdalena | 2   | 6 | 0 | 2 | 4 | 3  | 13 | -10  |

| Rang | Équipe                   | Pts | J | G | N | P | Bp | Bc | Diff |
| ---- | ------------------------ | --- | - | - | - | - | -- | -- | ---- |
| 1    | Atlético Junior          | 12  | 6 | 4 | 0 | 2 | 9  | 5  | +4   |
| 2    | Deportivo Pereira        | 9   | 6 | 3 | 0 | 3 | 9  | 7  | +2   |
| 3    | CD Los Millonarios       | 7   | 6 | 2 | 1 | 3 | 7  | 9  | -2   |
| 4    | Centauros VillavicenciaP | 7   | 6 | 2 | 1 | 3 | 5  | 9  | -4   |

#### Finale
| Équipe 1        | Résultat | Équipe 2    | Aller | Retour |
| --------------- | -------- | ----------- | ----- | ------ |
| Atlético Junior | 0 - 1    | Once Caldas | 0 - 0 | 0 - 1  |

## Bilan de la saison
| Championnat de Colombie de football 2003 |                        |
| Champion                                 | Once Caldas (2e titre) |
| Qualifications continentales             |                        |
| Copa Libertadores 2004                   | Once Caldas            |
| Promotions et relégations                |                        |
| Promus en Copa Mustang                   | Aucun                  |
| Relégués en Copa Aguila                  | Aucun                  |